# Mistrzostwa Świata w Kajakarstwie Górskim 2013
35. Mistrzostwa świata w kajakarstwie górskim odbyły się w dniach 11-15 września 2013 roku w stolicy Czech, Pradze. Zawodnicy rywalizowali w dziesięciu konkurencjach: pięciu indywidualnych i pięciu drużynowych, w tym pierwszy raz w konkurencji C-1 kobiet drużynowo.

## Końcowa klasyfikacja medalowa
| Miejsce | Państwo         | Złoto | Srebro | Brąz | Razem |
| ------- | --------------- | ----- | ------ | ---- | ----- |
| 1       | Czechy          | 3     | 3      | 0    | 6     |
| 2       | Wielka Brytania | 2     | 1      | 1    | 4     |
| 3       | Australia       | 2     | 0      | 0    | 2     |
| 4       | Słowacja        | 1     | 2      | 1    | 4     |
| 5       | Francja         | 1     | 1      | 3    | 5     |
| 6       | Włochy          | 1     | 0      | 0    | 1     |
| 7       | Niemcy          | 0     | 2      | 2    | 4     |
| 8       | Polska          | 0     | 1      | 1    | 2     |
| 9       | Słowenia        | 0     | 0      | 1    | 1     |

## Medaliści
| Konkurencja:           | Złoto:                                                                                                  | Srebro: | Brąz: |
| C-1 mężczyzn           | David Florence                                                                                          | Alexander Slafkovský                                                                                             | Benjamin Savšek                                                                                               |
| C-1 drużynowo mężczyzn | Słowacja · Alexander Slafkovský · Michal Martikán · Matej Beňuš                                         | Niemcy · Sideris Tasiadis · Franz Anton · Jan Benzien                                                            | Francja · Denis Gargaud Chanut · Nicolas Peschier · Jonathan Marc                                             |
| C-2 mężczyzn           | Wielka Brytania · David Florence · Richard Hounslow                                                     | Czechy · Jaroslav Volf · Ondřej Štěpánek                                                                         | Słowacja · Ladislav Škantár · Peter Škantár                                                                   |
| C-2 drużynowo mężczyzn | Czechy · Jonáš Kašpar i Marek Šindler · Jaroslav Volf i Ondřej Štěpánek · Ondřej Karlovský i Jakub Jáně | Słowacja · Pavol Hochschorner i Peter Hochschorner · Ladislav Škantár i Peter Škantár · Ján Bátik i Tomáš Kučera | Wielka Brytania · David Florence i Richard Hounslow · Rhys Davies i Matthew Lister · Adam Burgess i Greg Pitt |
| K-1 mężczyzn           | Vavřinec Hradilek                                                                                       | Jiří Prskavec | Mateusz Polaczyk                                                                                              |
| K-1 drużynowo mężczyzn | Włochy · Daniele Molmenti · Giovanni de Gennaro · Andrea Romero                                         | Polska · Grzegorz Polaczyk · Dariusz Popiela · Mateusz Polaczyk                                                  | Francja · Étienne Daille · Boris Neveu · Mathieu Biazizzo                                                     |
| C-1 kobiet             | Jessica Fox                                                                                             | Mallory Franklin                                                                                                 | Caroline Loir                                                                                                 |
| C-1 drużynowo kobiet   | Australia · Jessica Fox · Rosalyn Lawrence · Alison Borrows                                             | Czechy · Kateřina Hošková · Monika Jančová · Anna Koblencová                                                     | Niemcy · Mira Louen · Lena Stöcklin · Karolin Wagner                                                          |
| K-1 kobiet             | Émilie Fer                                                                                              | Nouria Newman | Jasmin Schornberg                                                                                             |
| K-1 drużynowo kobiet   | Czechy · Kateřina Kudějová · Štěpánka Hilgertová · Eva Ornstová                                         | Niemcy · Jasmin Schornberg · Claudia Bär · Cindy Pöschel                                                         | Słowenia · Eva Terčelj · Urša Kragelj · Ajda Novak                                                            |